# 第45届青龙电影奖
第45届青龙电影奖（韓語：제45회 청룡영화상）是由韩国新闻出版社体育朝鲜主办的韩国电影颁奖礼，于2024年11月29日在韩国首尔举行，演员韓志旼、李帝勳担任该届颁奖礼的主持人。
《12.12：首爾之春》与《破墓》各獲得4個獎項，為这次頒獎禮的最大贏家；《12.12：首爾之春》獲得最優秀作品獎，黃晸珉亦凭借该片第三次获得青龙电影奖的最佳男主角；《破墓》的张在现和金高银分别获得最佳导演和最佳女主角，丁海寅凭借《老手2》获最佳男配角，李尚熙凭借《路基完》获得最佳女配角。

## 概要
2024年10月30日公布各奖项的最终提名名单，張在現执导的《破墓》获12项提名，是该届颁奖礼获得提名最多的影片。最终提名名单由专业人士与观众于2024年10月11日至10月27日期间共同投票选出，10月30日起观众可参与最佳影片、最佳男女主角、最佳男女配角等16个奖项的投票决定最终获奖者，观众投票结果相当于专家评审团一票。
该届颁奖礼评审团由8名经过验证的专业电影人组成，包括电影导演、制片人和影评人，观众网络投票占1票，总共9票选出最终获奖者或作品。经过预审选出提名名单后，获奖者或作品将会通过第一轮评审（工作人员评审）和第二轮评审（演员和作品评审）决定，为了防止事前泄露和介入，第二轮评审在颁奖礼当天在离典礼现场较远的独立空间进行。

## 提名及獲獎名单
| 最優秀作品獎 | 导演獎 |
| --- | --- |
| - 《12.12：首爾之春》 - 《老手2》 - 《破墓》 - 《过往人生》 - 《找死凶宅》                                                                                       | - 張在現《破墓》 - 金性洙《12.12：首爾之春》 - 金泰勇《梦境》 - 柳承完《老手2》 - 李鍾泌《絕地逃生》                                       |
| 新人导演獎 | 剧本獎 |
| - 趙賢哲《梦之歌》 - 金世辉《她死了》 - 南东协《找死凶宅》 - 席琳·宋《过往人生》 - 吴正民《长孙》（장손）                                                            | - 郑美英、赵贤哲《梦之歌》 - 洪仁杓、洪元灿、李荣钟、金性洙《12.12：首爾之春》 - 张宰贤《破墓》 - 席琳·宋《过往人生》 - 南东协《找死凶宅》 |
| 男主角獎 | 女主角獎 |
| - 黃晸珉《12.12：首爾之春》 - 李星民《找死凶宅》 - 李帝勳《絕地逃生》 - 鄭雨盛《12.12：首爾之春》 - 崔岷植《破墓》                                               | - 金高銀《破墓》 - 高我星《因为讨厌韩国》 - 羅美蘭《市民德熙》 - 全道嬿《左轮手枪》 - 汤唯《梦境》                                         |
| 男配角獎 | 女配角獎 |
| - 丁海寅《老手2》 - 具教煥《絕地逃生》 - 朴海俊《12.12：首爾之春》 - 柳海真《破墓》 - 李熙俊《找死凶宅》                                                         | - 李尚熙《路基完》 - 孔升妍《找死凶宅》 - 廉惠蘭《市民德熙》 - 林智妍《左轮手枪》 - 韓善伙《變身機長》                                     |
| 新人男演员獎 | 新人女演员獎 |
| - 魯尚炫《大都市的爱情法》 - 姜承镐《长孙》 - 李到晛《破墓》 - 李正河《Victory》 - 朱钟赫《因为讨厌韩国》                                                        | - 朴柱炫《驾驶》（드라이브） - 權俞利《海豚》（돌핀） - 李宙明《變身機長》 - 李惠利《Victory》 - 河允景《关于我的女儿》（딸에 대하여）                            |
| 摄影照明獎 | 音乐獎 |
| - 李模介、李成焕《破墓》 - 姜国贤、金浩声《左轮手枪》 - 崔英焕、李宰赫《老手2》 - 李模介、李成焕《12.12：首爾之春》 - 金圣安、郑贵浩、郑熙成、李承彬《絕地逃生》 | - Primary《大都市的爱情法》 - 张基河《老手2》 - 金东旭《Victory》 - Dalpalan《絕地逃生》 - 金泰成《破墓》                                  |
| 美术獎 | 剪辑獎 |
| - 徐圣景《破墓》 - 朴日炫《左轮手枪》 - 张根英、殷熙尚《12.12：首爾之春》 - 徐圣景《梦境》 - 裴贞允《絕地逃生》                                                  | - 金尚范《12.12：首爾之春》 - 裴延太《老手2》 - 李康熙《絕地逃生》 - 郑秉镇《破墓》 - 金鲜珉《找死凶宅》                                   |
| 技术獎 | 其他奖项 |
| - 刘相燮、张汉胜（动作指导）《老手2》 - 赵相庆（服装）《左轮手枪》 - 郑道安、赵敬奎（特效）《12.12：首爾之春》 - 朴秉周（VFX）《梦境》 - 李银珠（化妆）《破墓》  | - 最佳短篇电影：《宥林》（导演 宋智书） - 最高观影人次奖：《12.12：首爾之春》 - 人气明星奖：具教煥、丁海寅、林智妍、湯唯                   |